# ریشک‌ماهی‌نماها
ریشک‌ماهی‌نماها (نام علمی: Pseudobarbus) نام یک سرده از خانواده کپورماهیان است.